# Eurya amplexicaulis
Eurya amplexicaulis là một loài thực vật có hoa trong họ Pentaphylacaceae. Loài này được S.Moore mô tả khoa học đầu tiên năm 1899.